# Jürgen Borchardt
Jürgen Borchardt (* 10. Oktober 1944 in Laack bei Stettin) ist ein deutscher Schriftsteller und Herausgeber.

## Leben und Wirken
Jürgen Borchardt legte das Abitur an der Kinder- und Jugendsportschule Anklam ab, er war Sportler der Leistungsklasse I.
In der Zeit von 1963 bis 1966 erwarb er in der Abendschule den Beruf als Betonbauer, arbeitete auf der Großbaustelle des Erdölverarbeitungswerkes Schwedt, danach im Straßen- und Gleitbau. Von 1966 bis 1970 studierte er an der Friedrich-Schiller-Universität Jena Germanistik, Anglistik und Amerikanistik, Abschluss als Diplomgermanist und Dr. phil. Danach arbeitete er an der Universität Jena bis 1979 als Philosoph in der Lehrerausbildung und war längere Zeit ehrenamtlicher Leiter des Universitätsfilmclubs. Anschließend zog er nach Schwerin und war als Journalist bei der Schweriner Volkszeitung tätig.
Von 1981 bis 1992 war Jürgen Borchardt Mitarbeiter an der Wissenschaftlichen Allgemeinbibliothek des Bezirkes Schwerin, Leiter des Kabinetts zur Pflege mecklenburgischer Literaturtraditionen. Er leistete Forschungs- und publizistische Arbeiten zur mecklenburgischen Literaturgeschichte, insbesondere zu welt- und nationalliterarisch bedeutsamen Erscheinungen, und war von 1986 bis 1990 Organisator und Mitautor der Reihe „Beiträge zum mecklenburgischen Literaturerbe“ und organisierte Ausstellungen und Konferenzen zu diesen Themen.
Jürgen Borchardt war ehrenamtlicher Leiter der Bezirksarbeitsgemeinschaft Filmklubs des Bezirkes Schwerin, Stellvertretender Vorsitzender der Kreisleitung Schwerin des Kulturbundes und Vorsitzender des Schweriner Willi-Bredel-Klubs im Kulturbund.
Ab 1992 im Wechsel von Arbeitslosigkeit und freischaffendem Dasein mit verschiedenen Forschungs- und Buchprojekten als Autor tätig, bis er 2005 vorzeitig in Rente ging.
2006 war er einer der Mitbegründer des Kulturvereins Sagenland Mecklenburg-Vorpommern e. V. und von 2008 bis 2014 dessen Vorsitzender. Er lebt in Schwerin und ist mit Erika Borchardt verheiratet.

## Werke
- Mecklenburgs Herzöge. Ahnengalerie Schloß Schwerin. (gemeinsam mit Erika Borchardt). Demmler-Verlag, Schwerin, 1991
- Petermännchen. Der Schweriner Schloßgeist. (gemeinsam mit Erika Borchardt). Landesverlags- und Druckgesellschaft mbH Mecklenburg & Co. KG, Schwerin, 1991 (3. erw. Auflage): Edition digital, Godern, 2007, ISBN 978-3-931646-30-1
- Petermännchen. Der geheimnisvolle Zwerg. (gemeinsam mit Erika Borchardt). Stock & Stein Verlag. Schwerin 1994, ISBN 978-3-910179-32-5
- Zwischen Hoffnung und Verzweiflung. Protokolle von Gesprächen mit Zeitzeugen aus Schwerin 1945-52.Stock & Stein Verlag, Schwerin, 1995, ISBN 978-3-910179-62-2
- Schloss Basthorst. Architektur und Geschichte. (gemeinsam mit Erika Borchardt). Schwerin, 2004.
- Das sagenhafte Schwerin. Ein Wanderführer. (gemeinsam mit Erika Borchardt). Edition digital, Godern, 2006, ISBN 978-3-00-018508-3
- Sagenhafte Orte. Um den Schweriner See. Der Wanderführer. (gemeinsam mit Erika Borchardt). Edition digital, Godern, 2007 (3. Aufl. 2011). ISBN 978-3-931646-33-2
- Zwei Kahnschnecken voller Gold,. Sagengeschichten aus Pinnow, Godern und Raben Steinfeld. (gemeinsam mit Erika Borchardt). Edition digital, Godern, 2009, ISBN 978-3-931646-32-5
- Der Schweriner Schlossgeist Petermännchen. Die schönsten Sagen und Geschichten, Teil 1 (gemeinsam mit Erika Borchardt). Edition digital, Pinnow, 2017, ISBN 978-3-95655-788-0
- Erde, Blut und Rote Rüben. Petermännchen als Prophet – Weissagung und Wirklichkeit. Die schönsten Sagen und Geschichten, Teil 2 (gemeinsam mit Erika Borchardt). Edition digital, Pinnow, 2019, ISBN 978-3-95655-887-0
- Petermännchen will König werden. Seltsame Geschichten um seine Erlösung. Die schönsten Sagen und Geschichten, Teil 3 (gemeinsam mit Erika Borchardt). Edition digital, Pinnow, 2019, ISBN 978-3-95655-881-8

## Herausgaben
- Das blaue Licht. Grimms Märchen aus Mecklenburg. (gemeinsam mit Erika Borchardt). Stock & Stein Verlag, Schwerin, 1994, ISBN 978-3-910179-45-5
- Dat Petermänken, Lüdsnacks un Vertellers von den lütten Kierl in’t Sweriner Sloß. Edition digital, Schwerin, 1996, ISBN 978-3-931646-14-1
- Das Geheimnis der Felsengrotte. Sagen aus Schwerin und Umgebung. (gemeinsam mit Erika Borchardt). Edition digital, Schwerin, 1996, ISBN 978-3-931646-16-5
- Ernst Klatt: Der Durst der Seele. Mein Weg vom Pimpf zum NVA-Offizier, CIA-Agenten und Alkoholiker. Ein Lebensbericht. Edition digital, Schwerin, 1996, ISBN 978-3-931646-23-3